# Brett Lebda
Brett Lebda (ur. 15 stycznia 1981 w Buffalo Grove) – zawodowy hokeista na lodzie, grający na pozycji obrońcy. Obecnie związany z klubem Columbus Blue Jackets.
Lebda nigdy nie był draftowany w NHL i trafił do tej ligi jako wolny agent, podpisując umowę z klubem Detroit Red Wings. Swoją karierę hokejową zaczynał na Uniwersytecie w Notre Dame, w stanie Indiana. W swoim pierwszym roku na uniwersytecie skończył na piątym miejscu wśród wszystkich obrońców z 26 punktami. Był też wybrany do Drużyny Gwiazd Pierwszoroczniaków. Lebda spędził w Notre Dame cztery lata.
Debiut na wyższym stadium rozgrywek Lebda miał w sezonie 2003/04, kiedy to wystąpił w barwach Grand Rapids Griffins, w AHL. Rozegrał w tym zespole cały kolejny sezon, w którym zagrał w 80 meczach, zdobywając jednak tylko 12 punktów.
Z klubem Detroit Red Wings związał się 2 kwietnia 2004 jako wolny agent. W NHL zadebiutował 5 października 2005 w pierwszym meczu sezonu. Detroit Red Wings pokonali St. Louis Blues 5:1 a Lebda zanotował swoją pierwszą bramkę w NHL. Dzień później przyszedł czas na pierwszą asystę. Wings ponownie pokonali Blues, tym razem 4:3.
Sezon 2010/11 spędził w Toronto Maple Leafs. Od 2011 występował w Springfield Falcons, a obecnie w Columbus Blue Jackets.
Poza rozgrywkami klubowymi Brett Lebda wziął też udział w Mistrzostwach Świata Juniorów w 2002 w Czechach, reprezentując Stany Zjednoczone (które zajęły ostatecznie 5. miejsce).

## Statystyki
| 2000-01    | Chicago Steel            | USHL       | 1   | 0 | 0  | 0  | 0   | –  | – | – | – | –  |
| 2000-01    | Uniwersytet w Notre Dame | NCAA       | 39  | 7 | 19 | 26 | 109 | –  | – | – | – | –  |
| 2001-02    | Uniwersytet w Notre Dame | NCAA       | 34  | 6 | 8  | 14 | 54  | –  | – | – | – | –  |
| 2002-03    | Uniwersytet w Notre Dame | NCAA       | 40  | 7 | 14 | 21 | 48  | –  | – | – | – | –  |
| 2003-04    | Uniwersytet w Notre Dame | NCAA       | 39  | 6 | 18 | 24 | 42  | –  | – | – | – | –  |
| 2003-04    | Grand Rapids Griffins    | AHL        | 6   | 0 | 1  | 1  | 0   | 4  | 0 | 0 | 0 | 2  |
| 2004-05    | Grand Rapids Griffins    | AHL        | 80  | 2 | 10 | 12 | 34  | –  | – | – | – | –  |
| 2005-06    | Grand Rapids Griffins    | AHL        | 25  | 4 | 14 | 18 | 42  | 11 | 1 | 4 | 5 | 8  |
| 2005-06    | Detroit Red Wings        | NHL        | 46  | 3 | 9  | 12 | 20  | 6  | 0 | 0 | 0 | 4  |
| 2006-07    | Detroit Red Wings        | NHL        | 74  | 5 | 13 | 18 | 61  | 12 | 0 | 2 | 2 | 8  |
| AHL Ogółem | AHL Ogółem               | AHL Ogółem | 111 | 6 | 25 | 31 | 76  | 15 | 1 | 4 | 5 | 10 |
| NHL Ogółem | NHL Ogółem               | NHL Ogółem | 120 | 8 | 22 | 30 | 81  | 18 | 0 | 2 | 2 | 12 |